# Cyclotol
Cyclotol is een  explosief bestaande uit een mengsel van RDX en TNT. Het mengsel wordt in gesmolten toestand in een mal gegoten. Na afkoelen is het explosief daardoor in allerlei vormen beschikbaar. Het explosief is gerelateerd aan Composiet B, dat grofweg bestaat uit 60% RDX and 40% TNT. De verschillende typen cyclotol hebben RDX-gehaltes van 65 tot 80%.
De meest gangbare verhouding tussen beide stoffen is 70/30. Voor militaire doeleinden wordt doorgaans een verhouding van 77/23, bedoeld voor gebruik in projectielen.

## Gebruik
Cyclotol wordt niet vaak gebruikt, al wordt het genoemd als ontsteking voor in ieder geval sommige typen Amerikaanse kernwapens. Sublette noemt cyclotol als de ontsteker voor de Amerikaanse B28-kernbom. Daarnaast wordt het de laatste 20 jaar in de militaire industrie toegepast als vuller en voornaamste explosief in clusterbommen, waarbij een piezoelectrisch kristal als ontsteker optreedt.
Cyclotol werd ook gebruikt bij de bomaanslag in Mecca Masjid (2007), waarbij 16 doden vielen.